# 森本孝徳
森本 孝徳（もりもと たかのり、1981年 - ）は、日本の詩人。

## 経歴
1981年、神奈川県生まれ。早稲田大学教育学部国語国文学科卒業。
2012年から詩誌への投稿を始め、翌年、現代詩手帖賞受賞。2015年に上梓した第一詩集『零余子回報』がＨ氏賞を受賞。

## 受賞歴
- 2016年1月、『零余子回報』で高見順賞の候補。
- 2016年2月、『零余子回報』で中原中也賞の候補。
- 2016年2月、『零余子回報』で鮎川信夫賞の候補。
- 2016年3月、『零余子回報』でH氏賞を受賞。
- 2021年、『暮しの降霊』で詩歌文学館賞を受賞[2]。

## 作品リスト
- 『零余子回報』思潮社、2015年10月
- 『暮しの降霊』思潮社、2020年11月